# 紫金乡 (巍山县)
紫金乡，是中华人民共和国云南省大理白族自治州巍山彝族回族自治县下辖的一个乡镇级行政单位。

## 行政区划
紫金乡下辖以下地区：
民建村、紫金村、新合村和新建村。